# Terrace Bay
Koordinaten: 19° 59′ 31″ S, 13° 2′ 13″ O
Terrace Bay (afrikaans Terracebaai) ist ein an der Skelettküste in Namibia gelegenes, vor allem von Anglern besuchtes Übernachtungscamp und ehemaliger Bergbauort. Es liegt etwa 400 Kilometer nördlich von Swakopmund sowie 70 Kilometer südlich von Möwebucht. Es ist nach der gleichnamigen Bucht benannt.

## Geschichte
Das Camp „Terrace Bay“ wurde Ende der 1960er Jahre als Unterkunft für das Minenpersonal der „Terrace Bay Diamond Mine“ der Us-amerikanisch-südafrikanischen Scott-Du Preez-Gruppe errichtet. Es wurden damals etwa sechs Millionen Rand investiert. Die Diamantmine arbeitete von 1969 bis 1972 und wurde dann wegen Unrentabilität wieder geschlossen. Die Belegschaft bestand aus etwa 185 Mitarbeitern. Das Camp und alle Nebengebäude waren einst Teil des Bergbaubetriebs von Ben du Preez. Als das Unternehmen insolvent erklärt wurde, erbte der Staat alle Einrichtungen.
Terrace Bay ist eng mit dem namibischen Gründungspräsidenten Sam Nujoma verbunden, der hier bis ins hohe Alter regelmäßig zum Angeln wohnte.